# دانشگاه سر پادامپات سینگانیا
دانشگاه سر پادامپات سینگانیا ( SPSU ) یک دانشگاه خصوصی و مسکونی است که در اودایپور ، هند واقع شده است. این دانشگاه توسط گروه شرکت های سیمان جی کی تاسیس شد. این دانشگاه به نام بنیانگذار سازمان JK نامگذاری شده است.
این دانشگاه از طریق فرمانی که توسط دولت راجستان در سال 2007 تصویب شد و متعاقباً به دانشگاه سر پادامپات سینگانیا در سال 2008 تبدیل شد. این دانشگاه به عنوان یک دانشگاه بوتیک در نظر گرفته شد که در مجموع بیش از 1500 دانشجو نخواهد داشت، اما در حال حاضر حدود 400 دانشجو ثبت نام کرده اند.